# Charles-Auguste Edelmann
Pour les articles homonymes, voir Edelmann.
Charles-Auguste Edelmann, né à Soultz-sous-Forêts le 16 août 1879 et mort à Paris le 23 novembre 1950, est un peintre et illustrateur français.

## Biographie
Élève de Jean-Léon Gérôme et de Ferdinand Humbert, sociétaire du Salon d'automne, il y expose en 1928 les toiles Fleurs et livres (nature morte) et Femme couchée.
On lui doit, entre autres, les illustrations de Un cœur vierge d'Eugène Montfort (1926).
Il se fait connaître dès 1905 en exposant à Paris avec Henry Ottmann, Albert Marquet, Suzanne Valadon et Maurice Utrillo.

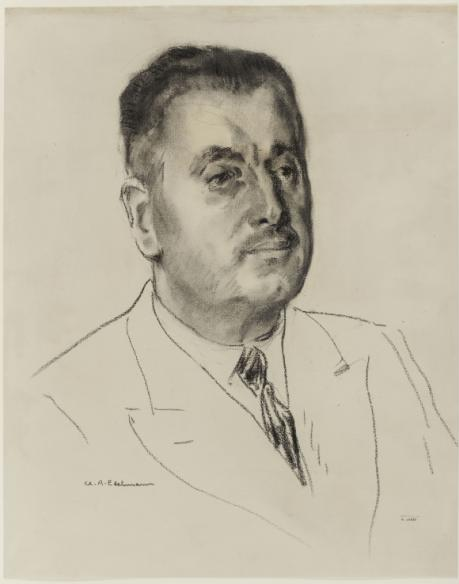
Maître Alphonse Bellier (avant 1944), dessin signé Charles-Auguste Edelmann, musée Carnavalet.